# トラッシュライト・ヴィジョン
 トラッシュライト・ヴィジョン （Trashlight Vision）は、マーダードールズの元ギタリスト、エイシー・スレード（Acey Slade）を中心としたアメリカ合衆国フィラデルフィア、ペンシルバニア州出身のパンクバンド。70'sロック風の懐かしいテイストが特徴的。

## メンバー
Acey Slade(エイシー・スレード)(Guitar/Vocal)
元、Vampire Love Dolls, Dope, Murderdollsで活躍していた。
現在は彼のバンドAcey Slade＆The Dark Partyのリードシンガーとギタリストであり、また、Joan Jett And The Blackheartsではベースを担当している。
Steve Haley(スティーブ・ヘイリー)(Guitar/Back Vocal)
TLV解散後、自身のプロジェクトHALEY Bandでギターボーカルとして活躍中である。
Roger Segal(ロジャー・シーガル)(Bass/Back Vocal)
Sorry and the Sinatrasでベースを担当していたが、2010年の初めに音楽演奏を引退する事を発表した。
Lenny Thomas(レニー・トーマス)(Drums)
The WildheartsのベーシストScott SorryとともにSorry and the Sinatrasでドラマーとして活躍中である。
Jonny Chops(ジョニー・チョップ)(Drums)
2007年にTLVに加入。 元Anti-Product,Wednesday13のドラマー。
2011年7月に彼は脳腫瘍を除去するために緊急手術を受けた。

## 年譜
- 2006年4月　イギリスのUnder Groove Recordsから『Alibis and Ammunition』と題するデビューアルバムをリリース。
  - 『Alibis and Ammunition』リリース後、TLVは多くのファンを獲得し、彼らの国はもちろんの事、ヨーロッパ、イギリス、そして日本などの様々な地域を含む国でツアーを行った。
- 2007年7月10日　アメリカのRock Ridge Musicと契約し、『Alibis and Ammunition』をリリース。
- 2007年9月12日　TLV解散。
- 2011年8月18日　TLVは、フィラデルフィア、ペンシルバニア州でのたった一回だけのショウを演じるために元のラインアップとの復縁を発表した。
- 2011年9月29日　7月に脳の腫瘍を取り除くために緊急手術を受けたドラマーのJonny Chops(ジョニー・チョップ)のための慈善興行としてのショウが開かれた。

## ディスコグラフィー
- Trashlight Vision (EP)(2004)
- Allergic To Home (EP)(2005)
- Alibis and Ammunition (2006)